# Князев, Евгений Иванович (актёр)
Евге́ний Ива́нович Кня́зев (30 января 1942, Тула — 23 октября 2024, Тольятти) — советский и российский театральный актёр и педагог. Народный артист Российской Федерации (1993), профессор, мастер спорта по фехтованию.

## Биография
Родился в Туле. Там же начал актёрскую карьеру в Тульском ТЮЗе, будучи ещё учеником 10-го класса.
Прошёл творческий конкурс во ВГИК и ГИТИС (мастерская народного артиста СССР В. А. Орлова). В 1963 году в Брюсселе показывал свой мастер-класс по сценическому движению. В 1964 году окончил ГИТИС имени А. В. Луначарского.
Окончил аспирантуру по сценическому искусству.
Получил распределение во МХАТ, вскоре стал актёром Ярославского академического театра драмы имени Ф. Г. Волкова, где служил с 1964 по 1988 год.
Преподавал актёрское мастерство в Ярославском театральном училище и в Волжском университете имени В. Татищева («Тольятти). В 1986 году присвоено почётное звание Заслуженный артист РСФСР».
В 1988 году совместно с Г. Б. Дроздовым, В. В. Дмитриевым и Н. С. Дроздовой переехал в Тольятти, где был одним из создателей театра «Колесо».
С 1988 года — актёр драматического театра «Колесо» имени Г. Б. Дроздова.
В 1993 году указом указом Президента России № 2220 от 20 декабря 1993 года Евгению Ивановичу Князеву присвоено звание народного артиста Российской Федерации.
В 2012 году получил премию им. Г. Дроздова «Признание таланта» за вклад в становление театра и за воспитание молодого поколения актёров. Вручение премии прошло 16 декабря в «День памяти народного артиста России Г. Дроздова»
2 марта 2013 года состоялся бенефис, посвящённый 70-летию со дня рождения народного артиста России Евгения Князева. По традиции бенефициант исполнил заглавную роль в премьерном спектакле «Наследники Рабурдена» Э. Золя (реж. А. Смеляков).
Скончался 23 октября 2024 года в Тольятти на 83-м году жизни.

## Театральные работы
- Лавина — Пожилой мужчина
- Зыковы — Шохин, лесной объездчик
- Семейный портрет с дензнаками — Сват
- Лес — Восмибратов, купец
- Жозефина и Наполеон — Генерал Бертран
- Ловушка — Комиссар полиции
- Наш городОК — Доктор Гиббс
- Фальстаф и Виндзорские насмешницы — Сэр Джон Фальстаф
- Конкурс — Виктор Пухов
- Мария Стюарт — Джордж Толбот, граф Шрусбери
- Ромео и Джульетта — Капулетти
- Опера сумасшедших — Городничий, Антон Антонович Сквозник-Дмухановский
- Дом, где всё кувырком — Торибио
- Король Лир — Лир, король Британии
- Человек и джентльмен — Кавалер Лампетти
- Банкрот — Самсон Силыч Большов
- Вишнёвый сад — Фирс, лакей
- Женитьба — Яичница
- Рандеву в море дождей — Василий Богданов
- Контракт — Ральф
- Чёрная комедия — Полковник Мелкетт
- Отелло — Дож Венеции
- Филумена Мартурано — Доменико Сориано
- … Всей птичке пропасть — Митрич
- Пигмалион — Альфред Дулиттл
- Я, бедный Сосо Джугашвили — Сталин
- Рождает птица птицу — Баталов
- Спортивные сцены 1981 года — Бегун
- Игроки — Глов старший, Замухрышкин
- Картины прошедшего. Эпизод I. — Пётр Константиныч Муромский